# Königsalbatros
Der Königsalbatros (Diomedea epomophora) unterteilt sich in zwei Unterarten, den Nördlichen Königsalbatros (D. e. sanfordi) und den Südlichen Königsalbatros (D. e. epomorpha). Mit dem Wanderalbatros (D. exulans) gehört er zu den größten Langstreckenfliegern der Welt.

## Aussehen
Diese Art wird zwischen 120 cm und 130 cm groß und erreicht eine Flügelspanne von 330 cm und ein Gewicht von ca. 7 kg. Die nördliche Unterart hat dunkle Flügeldecken, während die südlichen Vorkommen graue bis rein weiße Flügeldecken besitzen. Im Flug kann man die dunkle Hinterkante des Unterflügels gut beobachten. Der Schnabel ist leicht rosa gefärbt und hat eine schmale, schwarze Schnabelscheide.

## Verbreitung
Die nördliche Unterart brütet südlich von Neuseeland auf den Chatham Islands sowie auf einer Festlandkolonie der Südinsel Neuseelands – auf der Otago Peninsula. Auf dem offenen Meer ist sie in dem Seegebiet zwischen den Bountyinseln und den Chathaminseln häufig. Die südliche Unterart brütet auf der Insel Campbell Island und den Aucklandinseln (z. B. auf Enderby Island). Ihre Wanderungen und Nahrungsflüge führen die Vögel in subantarktische Gewässer und die Gewässer rings um Neuseeland. Im Seegebiet zwischen den Aucklandinseln und der Macquarieinsel sind sie ebenfalls häufig anzutreffen, genauso wie zwischen Dunedin auf Neuseeland und den Chathaminseln. Beide Unterarten brüten auf Macquarie.

## Brutbiologie
Durch Langzeitbeobachtungen weiß man, dass der Königsalbatros über 60 Jahre alt werden kann. Jungvögel bleiben bis zu ihrem vierten oder fünften Jahr auf hoher See, bis sie die Geschlechtsreife erreicht haben.
Die heimgekehrten Jugendlichen schließen sich in losen Verbänden zusammen und gehen allein oder zusammen auf Nahrungssuche. Die jungen Männchen werben daheim an der Kolonie mit eleganten Flugmanövern um das weibliche Geschlecht. Haben sie einmal einen Partner gefunden, bleiben Königsalbatrosse meist ein ganzes Leben lang zusammen. Erst mit 6–10 Jahren beginnen sie das erste Mal erfolgreich zu brüten.

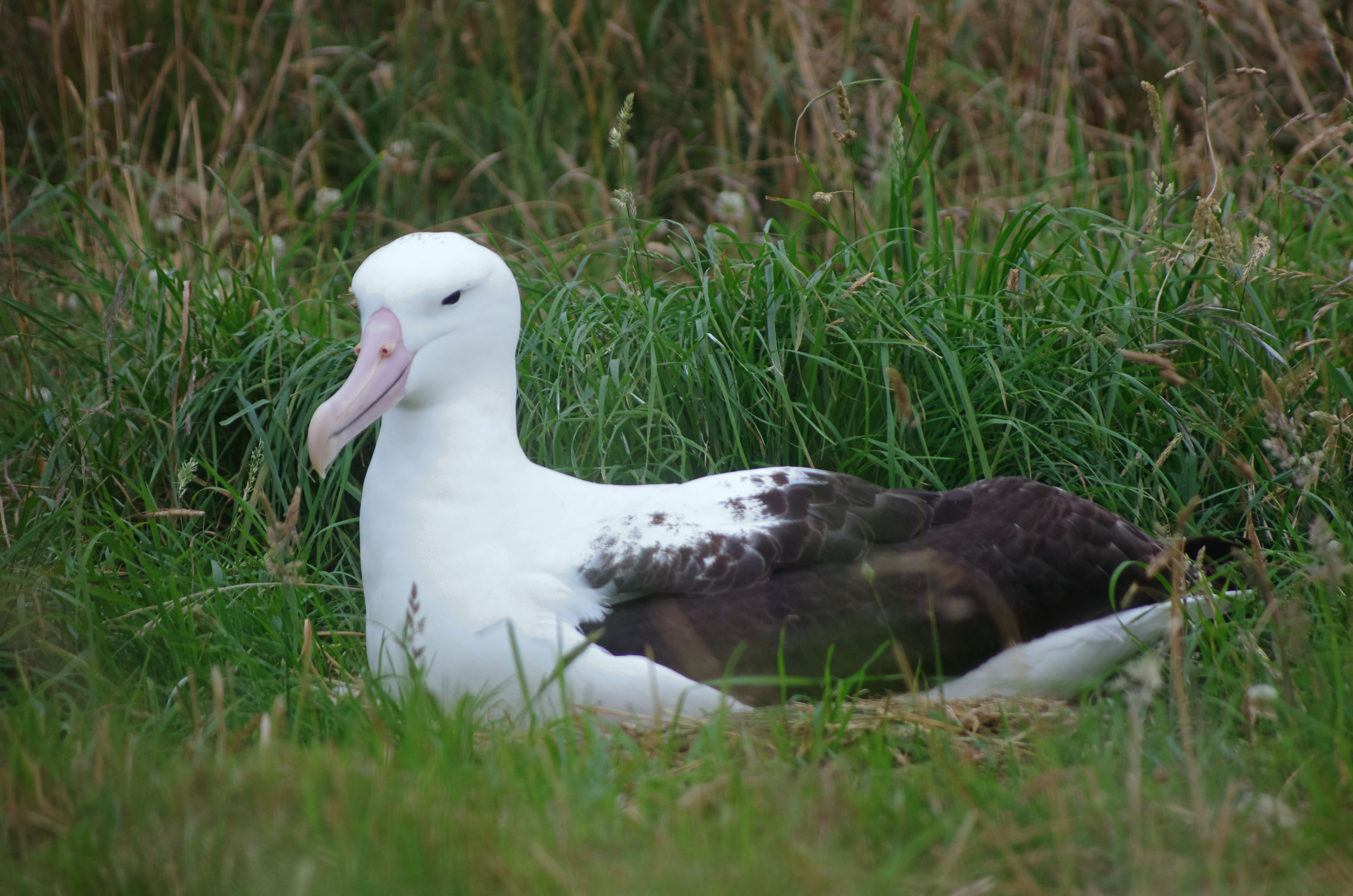
Brütender Nördlicher Königsalbatros (Diomedea e. sanfordi)

Im September erreichen die ersten Paare die Kolonie, um eine neue Brutsaison zu beginnen. Nach der Paarung im Oktober wird im November ein Nest aus Gras gebaut, in das das einzige Ei gelegt wird. Sofort nach der Eiablage übernimmt das Männchen das Nest. Dieser Wechsel beim Brüten geschieht nun ca. alle sieben Tage. Ende Januar/Anfang Februar schlüpft das Küken und wird weitere zwei Monate intensiv von beiden Eltern betreut. Bis August füttern die Eltern ihren flugunfähigen Nachwuchs, der die meiste Zeit allein in dem Wind und Wetter ausgesetzten Nest zubringt. Pro Fütterung kann ein älteres Jungtier bis zu 2 kg Nahrung zu sich nehmen. Erst ab Anfang August, einen Monat vor dem Flüggewerden, wird diese Menge reduziert und der Jungvogel beginnt, seine Flügel auszuprobieren. Starke Frühlingswinde helfen ihm, im September die Kolonie zu verlassen, um erst in 4–5 Jahren wieder zurückzukehren. Die Eltern verbringen das kommende Jahr mit der Nahrungssuche, bevor sie einen neuen Brutzyklus beginnen.

## Nahrung
Die Nahrung besteht hauptsächlich aus Fisch und Tintenfisch an der Wasseroberfläche.

## Gefährdung
Die Nahrungssuche ist einer der Gründe, warum Albatrosse durch die Langleinenfischerei bedroht sind. Zu lange an der Oberfläche schwimmende Köder von Fisch, vor allem bei Tageslicht, locken die Vögel an, welche am Haken hängen bleiben und auf diese Weise ertränkt werden.
Die meisten Verluste geschehen durch natürliche Feinde wie Robben und Schwertwale.
Heute liegt der Gesamtbestand des Südlichen Königsalbatrosses bei etwa 28.000 Exemplaren. Die Art wird von der IUCN auf der Roten Liste gefährdeter Arten als „gefährdet“ (vulnerable) eingestuft.